# コブガモ属
コブガモ属（コブガモぞく、学名 Sarkidiornis）は、鳥綱カモ目カモ科に属する属。
学名は、古代ギリシア語でσάρξ（指小辞）・ὄρνις（肉・鳥）の由来。

## 分布
アフリカ、南アジア、東南アジア、南アメリカ

## 分類
以下の分類・英名は、HBW and BirdLife International Illustrated Checklist of the Birds of the Worldに従う。和名は、黒田長久（1980年）による。
- Sarkidiornis melanotos　コブガモ　African comb duck LC IUCN
- Sarkidiornis sylvicola　ワキグロコブガモ　American comb duck LC IUCN

## 画像

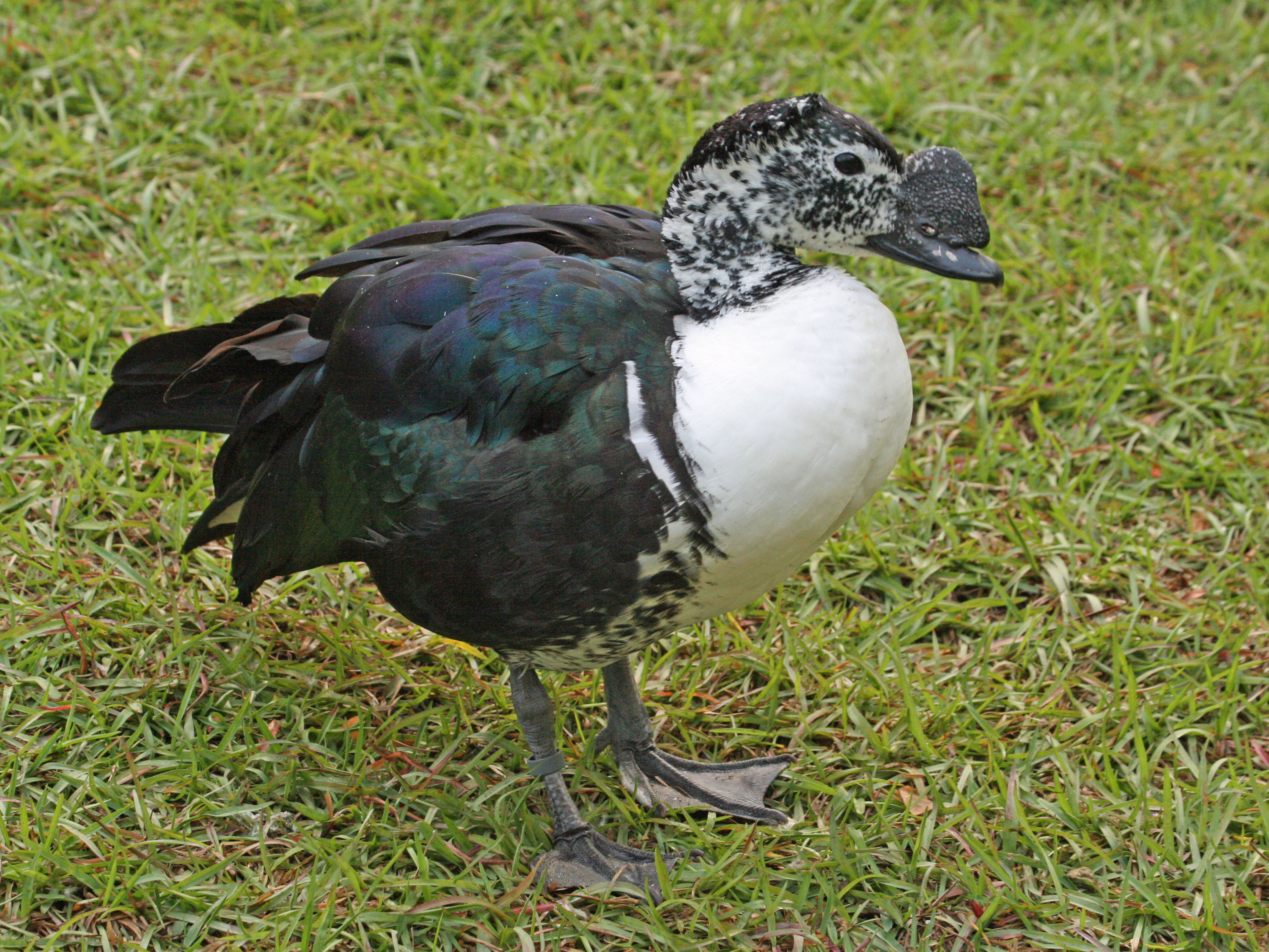
ワキグロコブガモ S. sylvicola